# Хубава жена (теленовела)
„Хубава жена“ (на испански: Mujer bonita) е мексиканска теленовела от 2001 г., режисирана от Карина Дупрес, и продуцирана от Игнасио Сада Мадеро за Телевиса. Адаптация е на теленовелата Abandonada от 1985 г., създадена от Инес Родена.
В главните роли са Адриана Фонсека и Рене Стриклер, а в отрицателната – Роса Мария Бианчи.

## Сюжет
Чарито е красиво момиче, което се влюбва в Орландо, богат млад мъж, чиито родители се противопоставят на връзката им. За да бъдат заедно, те решават да отидат в град Мексико, но там се сблъскват с много проблеми, особено икономически, защото Орландо не може да си намери работа, а неговото семейство му отказва подкрепа. Чарито забременява, а нещата се усложняват, защото в допълнение се разболява от анемия и трябва да бъде настанена в болница. В същото време, Орландо започва да се уморява от ситуацията, дори се разкайва, че е оставил всичко заради Чарито.

## Актьори
- Адриана Фонсека – Чарито
- Рене Стриклер – Хосе Енрике
- Роса Мария Бианчи – Каролина
- Абраам Рамос – Орландо
- Рикардо Блуме – Дамян
- Мария Сорте – Сол
- Роберто Баястерос – Сервандо
- Гилермо Гарсия Канту – Леополдо
- Серхио Сендел – Мигел
- Лаура Сапата/Силвия Манрикес – Селия
- Клаудио Баес – Д-р Сомоса
- Силвия Каос – Доня Бланка
- Серхио Рейносо – Енрике
- Моника Досети – Сандра
- Беатрис Морено – Хесуса
- Шерлин – Милагрос
- Шарис Сид – Аурора
- Едуардо Линян – Елеутерио
- Алехандра Пениче – Ребека
- Лусеро Ландер – Д-р Гарибай
- Ирма Торес – Филомена
- Сара Монтес – Тереса
- Исабел Мартинес – Рафаела
- Сесар Кастро – Г-н Мартинес
- Мария Клара Сурита – Доминга
- Барбара Хил – Мариана
- Глория Морел – Хосефита
- Ектор Пара – Даниел
- Клаудия Ортега – Микаела
- Джесика Саласар – Нели
- Едуардо Родригес – Виргилио
- Есперанса Рендон – Китайката
- Марипас Гарсия – Бернарда
- Алберт Чавес – Фермин
- Емилиано Лисарага – Омар
- Ектор Алварес – Хулиан
- Марисела Фернандес – Купертина
- Родриго Торсино – Карлос
- Хосе Аревало – Хорхе

## Премиера
Премиерата на Хубава жена е на 2 април 2001 г. по Canal de las Estrellas. Последният 10. епизод е излъчен на 13 април 2001 г.

## Адаптации
- Хубава жена е римейк на мексиканската теленовела Abandonada, продуцирана през 1985 г. за Телевиса, в главните роли са Мария Сорте и Хосе Алонсо. Същата е базирана на радионовелата La mesera, създадена от Инес Родена.